# Крабоид-подкаменщик Гребницкого
Крабоид-подкаменщик Гребницкого, или подкаменщик Гребницкого (лат. Hapalogaster grebnitzkii) — вид ракообразных из семейства Hapalogastridae инфраотряда неполнохвостых (Anomura). Обладает внешним сходством с крабами (Brachyura), но легко отличимы по редуцированной пятой паре ходильных ног. Карапакс и ноги покрыты волосовидными выростами. На каждом боку карапкса по 5 шипов. На правой клешне 3 продольных ряда шипов. Длина карапакса до 1,9 см, ширина до 1,8 см. Населяет восточную часть Тихого океана и Арктики у берегов Аляски и Канады, а также Дальнего Востока России на глубине до 120. Встречается от субтропических до полярных вод. Донное животное. Безвреден для человека, не имеет промыслового значения. Охранный статус не определён.